# Järva (Gemeinde)
Järva ist eine Landgemeinde im estnischen Kreis Järva (Jerwen) mit einer Fläche von 1223 km². Sie hat 8.786 Einwohner (Stand: 2025). Sie entstand 2017 durch die Fusion der Gemeinden Albu, Ambla, Imavere, Järva-Jaani, Kareda, Koeru und Koigi.

## Gliederung
Neben dem Verwaltungssitz Järva-Jaani gehören zur Gemeinde die Dörfer Abaja, Ageri, Ahula, Albu, Aravete, Ambla, Aruküla, Eistvere, Ervita, Esna, Hermani, Huuksi, Imavere, Jalalõpe, Jalametsa, Jalgsema, Järavere, Järva-Madise, Jõeküla, Jõgisoo, Kaalepi, Kagavere, Kahala, Kalitsa, Kapu, Käravete, Kareda, Karinu, Käsukonna, Keri, Kiigevere, Koeru, Koidu-Ellavere, Koigi, Köisi, Kukevere, Kuksema, Kurisoo, Kuusna, Laaneotsa, Lähevere, Laimetsa, Lehtmetsa, Luisvere, Mägede, Mägise, Märjandi, Merja, Metsla, Metstaguse, Mõnuvere, Müüsleri, Neitla, Norra, Öötla, Orgmetsa, Päinurme, Pällastvere, Pätsavere, Peedu, Prandi, Preedi, Puhmu, Puiatu, Pullevere, Raka, Ramma, Rava, Reinevere, Rõhu, Roosna, Rutikvere, Sääsküla, Salutaguse, Santovi, Seidla, Seliküla, Silmsi, Soosalu, Sõrandu, Sugalepa, Taadikvere, Tammeküla, Tammiku, Tamsi, Tudre, Udeva, Ülejõe, Vaali, Vahuküla, Väike-Kareda, Väinjärve, Valila, Vao, Vetepere, Visusti, Vodja, Võrevere und Vuti.